# 24 ore in uno studio cinematografico
24 ore in uno studio cinematografico è un saggio di Mario Soldati, pubblicato originariamente nel 1935 sotto lo pseudonimo Franco Pallavera, ripubblicato per la prima volta con il vero nome solo cinquant'anni dopo.
In una breve avvertenza iniziale, l'autore esplicita lo scopo del volume: «dare a tutti coloro che provano curiosità per il cinematografo un'impressione vivace della lavorazione in uno studio: l'impressione che il profano avrebbe in una rapida visita, con la guida e le occasionali spiegazioni e digressioni di un esperto».
Il volume è composto da dodici capitoli e da un'appendice finale, intitolata Un po' di tecnica. L'edizione originale del 1935 era corredata di illustrazioni di cui la successiva edizione Sellerio è priva, mentre contiene una nota di Guido Davico Bonino.

## Trama
La lunga giornata di lavoro inizia presto per la diva protagonista del film in corso di produzione, costretta ad un risveglio particolarmente mattiniero per raggiungere lo studio cinematografico alle sette, in ampio anticipo rispetto al Direttore o agli altri attori, e sottoporsi alle indispensabili sedute di trucco e acconciatura, che possono richiedere anche due ore.
Alle nove però la lavorazione non può iniziare, per un problema di scenografia, che causa un ritardo di un paio d'ore.
Risolto il problema, si iniziano finalmente le riprese ma, nel resto della mattinata, altre due ore trascorrono e per i più diversi motivi non si riesce a completare quella scena che già all'inizio della giornata era pronta per essere girata. Si arriva all'una, momento dell'intervallo per il pranzo, senza che sia stato girato un solo metro di pellicola.
Nel pomeriggio la lavorazione riprende e procede nel solito modo, «lentissima, esasperante, snervante, di interruzione in interruzione», fra «complicazioni, incidenti impreveduti e imprevedibili». «E così, di inquadratura in inquadratura, provando e riprovando per ore e ore le medesime battute e le medesime espressioni, e con esasperanti incidenti di ogni genere che sempre ritardano il lavoro, passa la giornata. Ma è un'occupazione, per tutti, così intensa, così esclusiva, così – in certo senso – fuori dalla realtà, o così tesa a creare un'altra realtà, che le ore fuggono senza avvertire».
Si arriva alle nove di sera, ma si può continuare fino a mezzanotte ed oltre, finché il Direttore non dà l'ultimo stop.
Terminate le riprese, il regista, l'operatore, gli assistenti e talvolta anche degli attori, si recano in sala proiezione per assistere ai risultati del lavoro del giorno precedente.
La diva incontrata alle sei di mattina, al risveglio, quest'oggi finisce addirittura alla due di notte e le viene di concesso di presentarsi un po' più tardi del solito, l'indomani.
Quando tutta la troupe ha lasciato lo stabilimento, il lavoro prosegue nelle officine di sviluppo e stampa per tutta la notte.

## Genesi dell'opera
Questo testo fu scritto durante un «esilio forzato» sul lago d'Orta, nel 1934-35.
Soldati, dopo essere stato licenziato dalla casa di produzione Cines per il fiasco del film Acciaio, diretto dal tedesco Walter Ruttmann, con il quale aveva riscritto la sceneggiatura originariamente firmata da Luigi Pirandello, accettò di scrivere una guida sul mondo del cinema, sulla base della propria esperienza personale degli ultimi tre anni.

## Stile
Pur trattandosi di un'opera d'intento manualistico, come evidente in particolare nell'appendice di carattere strettamente tecnico, l'autore rifugge dallo scrivere «un libro ordinato e metodico sul cinematografo [che] sarebbe piuttosto noioso» e arricchisce la componente saggistica con un taglio narrativo per trasmettere al lettore «l'impressione viva, disordinata, tumultuosa [...] della lavorazione cinematografica».